# أوزوالدو ألفريدو دي ليما غونسالفيس
أوزوالدو ألفريدو دي ليما غونسالفيس (بالبرتغالية: Oswaldo Alfredo de Lima Gonçalves‏) هو لاعب كرة قدم برازيلي في مركز الدفاع، ولد في 27 ديسمبر 1992 في أوليندا في البرازيل. لعب مع نادي أيه بي سي.

## وصلات خارجية
- أوزوالدو ألفريدو دي ليما غونسالفيس على موقع قاعدة بيانات كرة القدم.إي يو (الإنجليزية)
- أوزوالدو ألفريدو دي ليما غونسالفيس على موقع Soccerway.com (الإنجليزية)